# Кёхельсторф
Кёхельсторф (нем. Köchelstorf) — деревня в Германии, в земле Мекленбург-Передняя Померания. Входит в состав общины Ведендорферзее района Северо-Западный Мекленбург.
Население составляет 400 человек (на 31 декабря 2006 года). Занимает площадь 13,58 км².
Впервые упоминается около 1230 года.
Ранее деревня Кёхельсторф имела статус общины (коммуны), в состав которой входили также деревни Бенцин и Грос-Хундорф. 1 июля 2011 года община Кёхельсторф вошла в состав общины Ведендорферзее.